# Myslíč
Myslíč je malá vesnice, část obce Struhařov v okrese Benešov. Nachází se asi 2,5 km na západ od Struhařova. Prochází tudy železniční trať Benešov u Prahy – Trhový Štěpánov. V roce 2009 zde bylo evidováno 19 adres. Myslíč je také název katastrálního území o rozloze 2,66 km².

## Historie
První písemná zmínka o vesnici pochází z roku 1440.
Vesnice patřila rodu Škvorů z Myslíče, spolu s tvrzí Pecínov. Dne 4. dubna 1945 zde byl napaden osobní vlak americkými stíhači.
V letech 1869–1950 k vesnici patřila Pomněnice.